# Ditcheat
Ditcheat är en ort och civil parish i Storbritannien.   Den ligger i grevskapet Somerset och riksdelen England, i den södra delen av landet, 170 km väster om huvudstaden London. Ditcheat ligger 61 meter över havet och antalet invånare är 725.
Terrängen runt Ditcheat är huvudsakligen platt, men norrut är den kuperad. Runt Ditcheat är det ganska tätbefolkat, med 160 invånare per kvadratkilometer. Trakten runt Ditcheat består i huvudsak av gräsmarker.